# لطف علي عبد اللەيف
لطف علي عمير أوغلي عبد اللەيف (بالأذربيجانية: Lütfəli Əmir oğlu Abdullayev) - هو ممثل كوميدى مسرحي وسينمائي أذربيجاني، لُقِّب بفنان الشعب في جمهورية أذربيجان الاشتراكية السوفيتية (1960)، وهو حائز على «جائزة الاتحاد السوفيتي الحكومية» في 1946.

## حياته ومشواره المهني
ولد لطف علي عبد اللەيف في مدينة نوخى في وقت الحاضر شاكي، في 9 مارس، عام 1914. بعد تخرجه المدرسة الثانوية، شارك لطف علي عبد اللەيف في النادي الدرامي للشباب في شاكي.
في عام 1928، عاد إلى باكو. سرعان ما لعب لطف علي عبد اللەيف أدوارا إستطراديا كممثل مساعد، بعد قليل شارك في أوبريت «أرشين مال ألان».
عندما تم إنشاء مسرح أذربيجان الكوميدي الموسيقي في عام 1938، تم قبول لطف علي عبد اللەيف إلى فرقة المسرح.
قام لطف علي عبد اللەيف في الأوبريتاس الكلاسيكية بأدوار: والي وسولتان باي («أرشين مال ألان»)، جعفر ومشادي عباد ("مشادي عباد")، والي وساندرو (‘اشيق قريب")، قولو (شاب 50 من عمره).
في عام 2014، تم التصوير فيلم وثائقي قصيرحول لطف علي عبد اللەيف الذي يحمل الاسم «لطف علي عبد اللەيف الذي يعيش في القلوب».
تم منح لطف علي عبد اللەيف بالعديد من المراسيم الفخرية من السوفيتي من جمهورية أذربيجان الاشتراكية السوفيتية، وبجائزة الاتحاد السوفيتي الحكومية، في عام 1946.
توفي لطف علي عبد اللەيف في باكو في 9 ديسيمبر، عام 1973، 59 عاما من عمره.

## فيلموغرافية
- والي في فيلم «أرشين مال ألان» 1945[5]
- بالوغلان في فيلم «ليس هذا ولكن غيره» -1956
- «قصة غريبة» -1961
- زولوموف - في فيلم «أين أحمد؟»-1963
- محمد - «أولدز» (النجم) - 1964

## جوائزه
- جائزة الدولة السوفيتية -1946
- فنان الشعب في جمهورية أذربيجان الاشتراكية السوفيتية (1960)

## روابط خارجية
- لطف علي عبد اللەيف على موقع IMDb (الإنجليزية)
- لطف علي عبد اللەيف على موقع كينوبويسك (الروسية)